# 쇠가마우지속
쇠가마우지속(Urile)은 가마우지과의 한 속이다. 쇠가마우지, 붉은뺨가마우지 등 4종이 속해 있다.

## 하위 종
- Brandt's cormorant (Urile penicillatus)
- 붉은뺨가마우지 (Urile urile)
- 쇠가마우지 (Urile pelagicus)
- †Spectacled cormorant (Urile perspicillatus)